# Angao
Angao är en köping i Kina. Den ligger i provinsen Henan, i den centrala delen av landet, omkring 220 kilometer sydväst om provinshuvudstaden Zhengzhou. Antalet invånare är 34 631. Befolkningen består av 16 578 kvinnor och 18 053 män. Barn under 15 år utgör 23,0 %, vuxna 15-64 år 68 %, och äldre över 65 år 8,0 %.
Runt Angao är det tätbefolkat, med 849 invånare per kvadratkilometer. Närmaste större samhälle är Nanyang, 19,3 km sydost om Angao. Trakten runt Angao består till största delen av jordbruksmark.
Genomsnittlig årsnederbörd är 886 millimeter. Den regnigaste månaden är september, med i genomsnitt 152 mm nederbörd, och den torraste är januari, med 5 mm nederbörd.